# Ormemel
Ormemel eller Orme-mel er det smulder, der fremkommer når en "orm" gnaver i et materiale, som f.eks. træ. "Ormene" er forskellige larver af insekter, f.eks. borebiller eller træbukke. Melet er ofte den første indikation af, at træet er angrebet af skadedyr.